# Mirandela
Mirandela – miejscowość w Portugalii, leżąca w dystrykcie Bragança, w regionie Północ w podregionie Alto Trás-os-Montes. Miejscowość jest siedzibą gminy o tej samej nazwie.

## Demografia
| Liczba ludności gminy Mirandela (1801–2011) | Liczba ludności gminy Mirandela (1801–2011) | Liczba ludności gminy Mirandela (1801–2011) | Liczba ludności gminy Mirandela (1801–2011) | Liczba ludności gminy Mirandela (1801–2011) | Liczba ludności gminy Mirandela (1801–2011) | Liczba ludności gminy Mirandela (1801–2011) | Liczba ludności gminy Mirandela (1801–2011) | Liczba ludności gminy Mirandela (1801–2011) | Liczba ludności gminy Mirandela (1801–2011) |
| ------------------------------------------- | ------------------------------------------- | ------------------------------------------- | ------------------------------------------- | ------------------------------------------- | ------------------------------------------- | ------------------------------------------- | ------------------------------------------- | ------------------------------------------- | ------------------------------------------- |
| 1801                                        | 1849                                        | 1900                                        | 1930                                        | 1960                                        | 1981                                        | 1991                                        | 2001                                        | 2004                                        | 2011                                        |
| 5 579                                       | 5 180                                       | 20 789                                      | 23 007                                      | 29 912                                      | 28 879                                      | 25 209                                      | 25 819                                      | 25 780                                      | 23 850                                      |

## Sołectwa
Sołectwa gminy Mirandela (ludność wg stanu na 2011 r.):
- Abambres – 347 osób
- Abreiro – 257 osób
- Aguieiras – 289 osób
- Alvites – 237 osób
- Avantos – 96 osób
- Avidagos – 245 osób
- Barcel – 126 osób
- Bouça – 261 osób
- Cabanelas – 386 osób
- Caravelas – 214 osób
- Carvalhais – 1299 osób
- Cedães – 338 osób
- Cobro – 205 osób
- Fradizela – 234 osoby
- Franco – 244 osoby
- Frechas – 929 osób
- Freixeda – 89 osób
- Lamas de Orelhão – 394 osoby
- Marmelos – 145 osób
- Mascarenhas – 550 osób
- Mirandela – 11 852 osoby
- Múrias – 281 osób
- Navalho – 96 osób
- Passos – 423 osoby
- Pereira – 190 osób
- Romeu – 280 osób
- São Pedro Velho – 329 osób
- São Salvador – 223 osoby
- Suçães – 574 osoby
- Torre de Dona Chama – 1105 osób
- Vale de Asnes – 271 osób
- Vale de Gouvinhas – 319 osób
- Vale de Salgueiro – 424 osoby
- Vale de Telhas – 283 osoby
- Valverde – 144 osoby
- Vila Boa – 90 osób
- Vila Verde – 81 osób